# Emma-Nord
Der See Emma-Nord, auch Waldsee genannt, ist ein Baggersee zwischen Großkrotzenburg im Main-Kinzig-Kreis und Kahl am Main im Landkreis Aschaffenburg. Er entstand Anfang des 20. Jahrhunderts als Braunkohletagebau. Durch den See verläuft die Landesgrenze zwischen Hessen und Bayern.

## Beschreibung

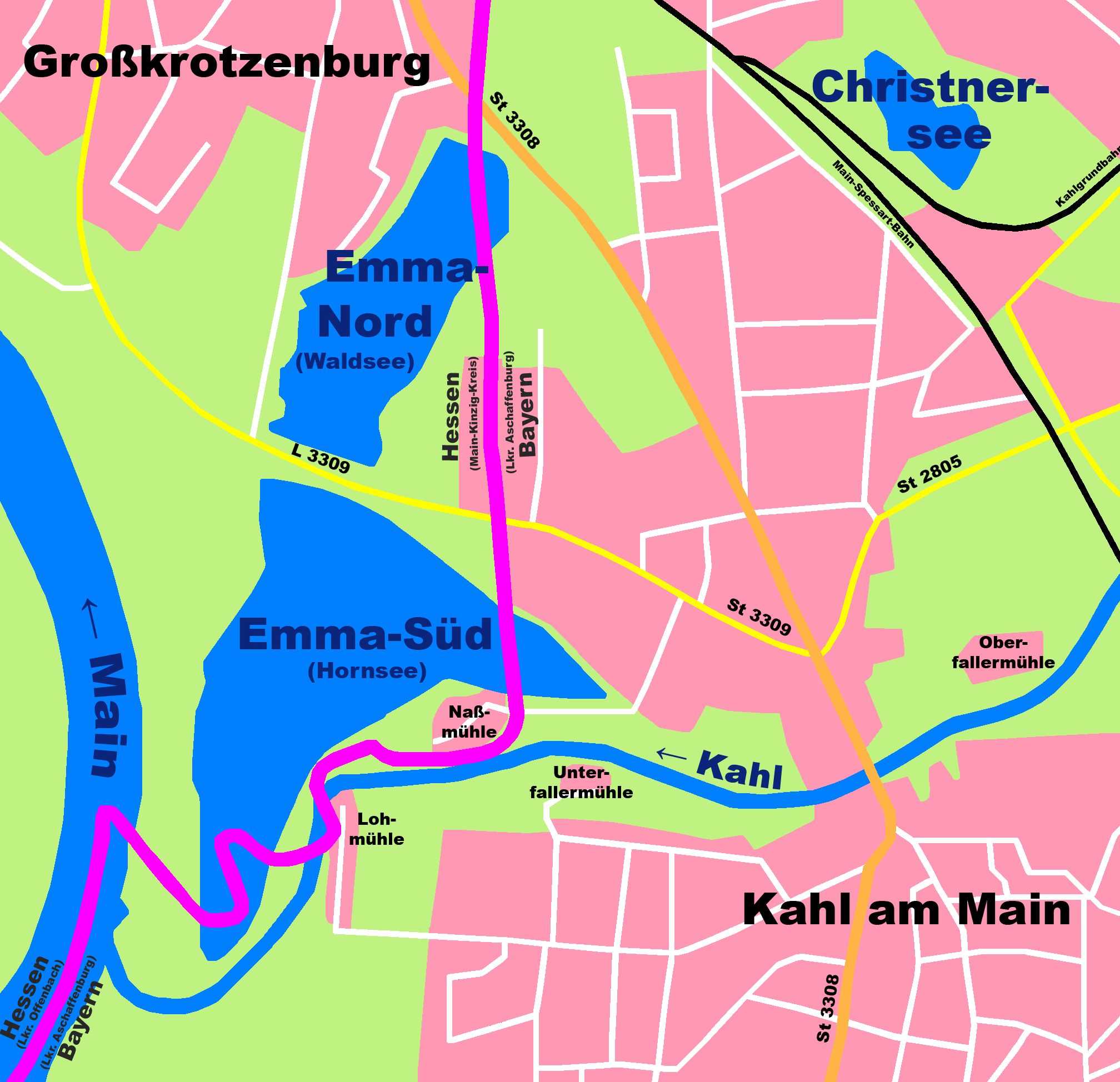
Emma-Nord und Emma-Süd

Der See Emma-Nord liegt am rechten Ufer des Mains, südöstlich von Großkrotzenburg und westlich von Kahl am Main. Der etwa sechs Hektar große See gehört zur Kahler Seenplatte. Der größere Teil, ungefähr fünf Hektar der Wasserfläche, liegt auf hessischem Gebiet. Im Nordosten des Sees verläuft die Bundesstraße 8. Im Jahr 1925 wurde nach dem Ersten Weltkrieg die Grube Emma-Nord errichtet, um Braunkohle abzubauen. Heute befindet sich im bayerischen Nordostteil das Kahler Waldseebad. Die Landesstraße 3309 trennt die Seen Emma-Nord und Emma-Süd.